# Snížení znaku

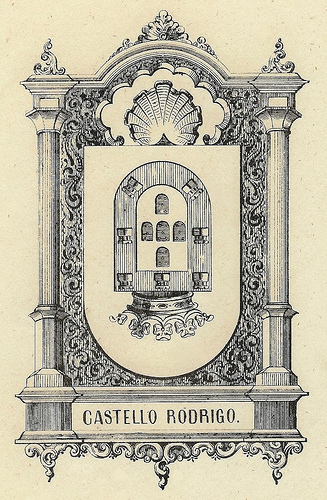
Portugalská obec Castelo Rodrigo má část znaku otočenou z nařízení Jana I. Portugalského za svou zradu během portugalského bezvládí v letech 1383–1385

Snížení znaku, z angličtiny zvané rovněž abatement, je pojem z oboru heraldiky. Rozumí se jím obecně taková úprava erbu, která není ke cti jeho nositele, ale naopak označuje, že se dopustil nějakého přečinu. Už v raně novověké literatuře se vyskytují poměrně zevrubné popisy různých způsobů snížení znaku, někdy i s odstupňováním a přiřazením různých způsobů vyznačení k různým přečinům, ovšem hodnověrně historicky doložených případů a způsobů je podstatně méně, a proto bývají tyto raně novověké studie považovány za zpětné teoretizování. 
Britský odborník na heraldiku Fox-Davies ve svém díle Complete Guide to Heraldry vydaném v roce 1909 považoval za jediný historicky doložený způsob otočení štítu spodní částí nahoru. Kromě toho je doloženo i odebrání nebo převrácení menších částí. 
Historicky je doložen případ ze stoleté války, kdy byl anglickým králem Edvardem III. určen v roce 1347 za velitele Calais Amery z Pávie a ten se pokusil prodat Calais siru Geffreyovi Charneymu, francouzskému veliteli nedalekého města Saint-Omer. Edvard III. se o tom ovšem dozvěděl, takže Charneyho vojenskou výpravu čekala místo otevřených bran anglická armáda vedená samotným Edvardem, která ji v bitvě u Calais na přelomu let 1349/1350 porazila. Edvard III. nařídil Amerymu odstranění dvou ze šesti hvězd a otočení štítu.
Z francouzské heraldiky je doložen případ, kdy Jean d'Avesnes v přítomnosti francouzského krále Ludvíka IX. urazil svou matku, Margaretu II., hraběnku flanderskou, a následně byly lvu z jeho erbu odebrány zuby, drápy a ocas.